# Бедряшбаш
Бедряшбаш (устар. Бадряш-Баш) — река в Башкирии, протекает в Янаульском районе. Устье реки находится в 49 км от устья по левому берегу реки Буй. Длина реки составляет 18 км.

## Данные водного реестра
По данным государственного водного реестра России относится к Камскому бассейновому округу, водохозяйственный участок реки — Буй от истока до Кармановского гидроузла, речной подбассейн реки — бассейны притоков Камы до впадения Белой. Речной бассейн реки — Кама.
Код объекта в государственном водном реестре — 10010101112111100016427.